# 宾州路
宾州路，元朝的路。
元朝初年，升宾州置，治所在领方县（在今广西壮族自治区宾阳县南）。辖境约相当今广西壮族自治区宾阳、上林、来宾、合山等地。后复降为州。